# التعلق في الراشدين
التعلق في الراشدين أو البالغين (بالإنجليزية: Attachment in adults) هو مصطلح يتعامل مع نظرية التعلق في العلاقات بين البالغين ويشمل ذلك الصداقات والشؤون العاطفية والعلاقات الرومانسية، وأحيانا في العلاقة بالجمادات والتي تُعرف باسم الكائنات الانتقالية.
كانت بداية دراسة نظرية التعلق في الستينيات والسبعينيات، وكان محط اهتمامها الأول هو دراسة نمط التعلق بين الأطفال ومقدمي الراعاية (مثل الآباء)، إلى أن توسعت فيما بعد لتشمل علاقات البالغين، وذلك في أواخر الثمانينيات. وقد تم التعرف على أربعة أنماط رئيسية من التعلق في البالغين:
- نمط التعلق الآمن
- نمط التعلق القلق/المشغول
- نمط التعلق الرافض/المتجنب
- نمط التعلق الخائف/المتجنب

وقد استكشف المحققون تنظيم واستقرار نماذج العمل العقلية التي تكمن وراء هذه الأنماط، كما استكشفوا كيف يؤثر نمط التعلق على نتائج العلاقة وكيفية عمل التعلق في ديناميات العلاقة.

## توسيع نظرية التعلق
أنشأت ماري إينسورث (Mary Ainsworth) وجون بولبي (John Bowlby) نظرية التعلق الحديثة من خلال دراسة علاقة الأطفال بمقدمي الرعاية (الآباء أو أي نموذج آخر مهم في حياة الطفل). وظل الأطفال وعلاقتهم بمقدمي الرعاية محور التركيز الأساسي لنظرية التعلق لسنوات عديدة. وفي أواخر عقد 1980، قام كل من سيندي هازان (Cindy Hazan) وفيليب شافير (Phillip Shaver) بتطبيق نظرية التعلق على العلاقات بين الراشدين. وقد لاحظ هازان وشافير أن التفاعلات بين الراشدين تتشابه مع التفاعلات بين الأطفال ومقدمي الرعاية، فعلى سبيل المثال، يرغب طرفي العلاقة الرومانسية في أن يكونا قريبين من بعضهم البعض، ويشعر الشخص الراشد (البالغ) بالارتياح عندما يكون الشخص المتعلق به حاضرا، كما أنه يشعر بالقلق أو الوحدة عندما يكون غائب. والعلاقات الرومانسية، على سبيل المثال، بمثابة قاعدة آمنة تساعد الناس على مواجهة المفاجآت والفُرص والتحديات التي تجلبها الحياة. ومثل هذه التشابهات أدت بهازان وشافير لتوسيع نظرية التعلق لتشمل العلاقات بين الراشدين (البالغين).
وبطبيعة الحال فإن العلاقات بين البالغين تختلف في نواح كثيرة عن العلاقات بين الأطفال ومقدمي الرعاية، فالمقصد ليس تطابق العلاقات في النوعين، وإنما في المبادئ الأساسية لنظرية التعلق والتي تنطبق على كلا النوعين من العلاقات.
يميل المحققون إلى وصف المبادئ الأساسية لنظرية التعلق في ضوء اهتمامتهم النظرية. ويبدو أن أوصافهم مختلفة تماما على المستوى السطحي، على سبيل المثال، يصف فرالي وشافير المقترحات المركزية للتعلق في البالغين على النحو التالي:
- الديناميات العاطفية والسلوكية في العلاقة بين الطفل ومقدم الرعاية وفي علاقات البالغين كلاهما محكوم بنفس النظام البيولوجي.
- أنواع الفروق الفردية التي لوحظت في العلاقة بين الطفل ومقدم الرعاية مماثلة لتلك التي لوحظت في مختلف العلاقات الوثيقة بين البالغين.
- الفروق الفردية في سلوك التعلق في البالغين هي انعكاسات للتوقعات والمعتقدات التي شُكلت عن أنفسهم وعلاقاتهم الوثيقة علي مدار تاريخهم (نماذج العمل) في التعلق. وهذه النماذج تُعتبر مستقرة نسبيا، وعلى هذا النحو، قد تكون انعكاسات تجارب مبكرة لتقديم الرعاية.
- الحب الرومانسي، كما يتم تصويره عادة، ينطوي على التفاعل المشترك من التعلق، وتقديم الرعاية والحميمية.

وبمقارنة ذلك مع «المقترحات الأساسية» الخمسة لنظرية التعلق المدرجة من قبل رولز وسيمبسون:
- على الرغم من أن الزخم الأساسي لتشكيل علاقات التعلق يتم تكوينه من قبل عوامل بيولوجية، إلا أن الروابط التي يكوّنها الطفل مع مقدم الرعاية تتشكل من خلال الخبرة الشخصية.
- التجارب في العلاقات السابقة تخلق «نماذج عمل» داخلية وأنماط للتعلق، تؤثر بشكل منهجي علي العلاقات.
- يؤثر «توجيه التعلق» بمقدم الرعاية على عملية تكوين رابطة التعلق بينه وبين أطفاله.
- تُعتبر «نماذج العمل» و«توجيهات التعلق» مستقرة نسبيا بمرور الوقت، ولكنها ليست منيعة ضد التغيير.
- تُعزى (جزئيا) بعض أشكال الاضطرابات النفسية والاضطرابات السريرية إلى آثار «نماذج العمل» وأنماط التعلق الغير آمنة.

في حين أن هاتين القائمتين تعكسان بوضوح الاهتمامات النظرية للمحققين الذين قاموا بإنشائها، إلا أن النظرة الفاحصة تكشف عن عدد من الموضوعات المشتركة منها:
- يُعتبر الفرد مدفوعا بشكل بيولوجي لتشكيل علاقات تعلق مع الآخرين، ولكن عملية التشكيل هذه تتأثر بخبرات التعلم.
- يُشكل الفرد أنواع مختلفة من التعلق اعتمادا على توقعاته ومعتقداته حول العلاقات. هذه التوقعات والمعتقدات تُشكل يدورها ما يعرف باسم «نماذج العمل» الداخلية، والمستخدمة في توجيه السلوكيات في العلاقة.
- "نماذج العمل الداخلية "مستقرة نسبيا، على الرغم من أنها يمكن أن تتأثر بالخبرة".
- الفروق الفردية في التعلق يمكن أن تسهم إيجابا أو سلبا على الصحة العقلية ونوعية العلاقات مع الآخرين.

لا شك أن هذه المواضيع يمكن وصفها بطرق مختلفة (كما يمكن إضافة مواضيع أخرى للقائمة). وبغض النظر عن الكيفية التي يمكن بها وصف المبادئ الأساسية لنظرية التعلق، إلا أن الفكرة الرئيسية هي أن نفس مبادئ التعلق تنطبق على العلاقات الوثيقة طوال العمر. فمبادئ التعلق بين الأطفال ومقدمي الرعاية هي في الأساس نفس مبادئ التعلق بين البالغين.

## أنماط التعلق
لدى البالغين أربعة أنماط تعلق: الآمن، القلق/المشغول، الرافض/المتجنب والخائف/المتجنب. ويتوافق نمط التعلق الآمن في البالغين مع أسلوب التعلق الآمن في الأطفال، ونمط التعلق القلق المشغول في البالغين يتوافق مع أسلوب التعلق القلق المتردد في الأطفال. ومع ذلك، فإن أسلوب التعلق الرافض وأسلوب التعلق الخائف (وهما أسلوبان مختلفان في البالغين) يتوافقان مع أسلوب تعلق واحد في الأطفال. ويستند وصف الأنماط التالية إلى استبيان العلاقة الذي وضعه بارثولوميو وهورويتز (Bartholomew and Horowitz)، كما يستند إلي استعراض الدراسات التي أجرتها بيتروموناكو وباريت (Pietromonaco and Barrett).
هناك العديد من المناهج العلاجية المرتكزة علي التعلق، والتي يمكن استخدامها مع البالغين. بالإضافة إلى ذلك، هناك نهج لعلاج الأزواج على أسس نظرية التعلق.

### نمط التعلق الآمن
يميل الأفراد الذين يتصف نمط التعلق لديهم بـ«الآمن» إلى الموافقة على العبارات التالية: «من السهل نسبيا بالنسبة لي أن أكون قريبا بشكل عاطفي من الآخرين، وأنا مرتاح في الاعتماد على الآخرين، واعتماد الآخرون علي، وأنا لا أشعر بالقلق في حالة كوني وحدي أو في حالة رفض الآخرين لي.» هذا النمط من التعلق عادة ما ينتج من تاريخ من التفاعلات الدافئة والمستجيبة للعلاقة. ويميل الأشخاص الذين لديهم هذا النمط إلى أن يكون لديهم آراء إيجابية عن أنفسهم وعلاقاتهم وتعلقهم. وتُظهر التقارير أنهم في كثير من الأحيان يشعرون بمزيد من الارتياح والتكيف في علاقاتهم أكثر من الأشخاص ذوي أنماط التعلق الأخرى. فالشخص الذي يكون نمط تعلقه آمن يشعر بالراحة في العلاقة الحميمة والاستقلال على حد سواء. ويسعى الكثير منهم إلى تحقيق التوازن بين العلاقة الحميمة والاستقلال في علاقتهم.
يتم تعزيز التعلق الآمن وتعزيز أداء التكيف عند وجود علاقة مع مقدم رعاية يتصف بكونه متاح عاطفيا، ومستجيب بشكل مناسب تجاه سلوك التعلق في طفله، وكذلك بقدرته على تنظيم المشاعر الإيجابية والسلبية.

### أنماط التعلق غير الآمن

#### القلق - المشغول
الأشخاص الذين يعانون من نمط التعلق القلق/المشغول يميلون إلى الموافقة على العبارات التالية: «أريد أن أكون صديق مقرب من الآخرين، ولكنني غالبا ما أجد أن الآخرين يترددون في التقارب العاطفي بنفس الدرجة»، و«أنا غير مرتاح في حالة عدم وجود علاقات عاطفية وثيقة، ولكني أحيانا أشعر بالقلق من أن الآخرين لا يقدرونني بقدر ما أقدرهم». الأشخاص بهذا النمط من التعلق يسعون إلي مستويات عالية من الحميمة والموافقة والاستجابة من رمز التعلق. وهم أحيانا يقدرون العلاقة الحميمة إلى حد يجعلهم يعتمدون بشكل مفرط على رمز التعلق. وبالمقارنة مع الشخص ذوي التعلق الآمن، فإن الشخص المتصف بأسلوب التعلق القلق/المشغول غالبا ما يكون لديه آراء إيجابية أقل عن نفسه، وقد يشعر بالقلق الذي يتلاشي فقط عندما يكون على اتصال برمز التعلق، وكثيرا ما يشكك في قيمته كفرد، ويلوم نفسه في حالة عدم استجابة رمز التعلق له، كما قد تظهر عليه مستويات عالية من التعبير العاطفي، والاضطراب العاطفي، والقلق، والاندفاعية في علاقاته.

#### الرافض-المتجنب
الأشخاص الذين يعانون من نمط التعلق الرافض/المتجنب يميلون إلى الموافقة على هذه العبارات: «أنا مرتاح بدون علاقات عاطفية وثيقة»، «من المهم بالنسبة لي أن أشعر بالاستقلالية والاكتفاء الذاتي»، و «أفضل عدم الاعتماد على الآخرين أو اعتماد الآخرين علي». ويرغب هؤلاء الأشخاص في مستويات عالية من الاستقلال، وكثيرا ما تظهر رغبة الاستقلال في شكل محاولات لتجنب التعلق تماما. وهم يعتبرون أنفسهم مكتفين ذاتيا وغير قابلين للتعرضية للمشاعر المصاحبة للارتباط الوثيق بالآخرين. وغالبا ما ينكرون الحاجة إلى علاقات وثيقة. بل إن البعض قد ينظر إلى العلاقات الوثيقة على أنها غير مهمة نسبيا. وليس من المستغرب أن يسعي هؤلاء الأشخاص إلي علاقات أقل حميمية مع الآخرين، وغالبا ما ينظرون للآخرين نظرة أقل إيجابية من النظرة التي ينظرونها لأنفسهم. ويشير المحققون عادة إلى الطابع الدفاعي لهذا النمط من التعلق. وهم يميلون إلى قمع وإخفاء مشاعرهم، كما يميلون إلى التعامل مع الرفض عن طريق الابتعاد عن مصدر الرفض (الطرف الآخر في العلاقة).

#### الخائف-المتجنب
غالبا ما يتطور نمط التعلق الخائف/المتجنب في الأشخاص الذين يعانون من خسائر أو صدمات، مثل الاعتداء الجنسي في مرحلة الطفولة والمراهقة، ويميل المصابون بهذا النمط إلى الموافقة على العبارات التالية: «أنا غير مرتاح إلى حد ما في الاقتراب من الآخرين.أريد علاقات وثيقة عاطفية، ولكني أجد صعوبة في أن أثق في الآخرين تماما، أو أن أعول عليهم، وأحيانا أشعر بالقلق من أنني سوف أضيع إذا سمحت لنفسي بأن أكون قريب جدا من الآخرين».
الشخص المصاب بهذا النمط لديه مشاعر مختلطة حول العلاقات الوثيقة. فمن ناحية، يرغب في أن يكون لديه علاقات عاطفية وثيقة. ومن ناحية أخرى، يميل إلى الشعور بعدم الارتياح في التقارب العاطفي. ويتم جمع هذه المشاعر المختلطة (أحيانا) بوجهات النظر السلبية اللاواعية حول نفسه وتعلقه. وعادة ما يَعتبر نفسه غير جدير بالاستجابة من الطرف الآخر، ولا يثق في نوايا من يتعلق به. وعلى غرار أسلوب التعلق الرافض المتجنب، فإن الأشخاص الذين لديهم أسلوب التعلق الخائف يتطلعون إلى قدر أقل من العلاقات الحميمة وكثيرا ما يقمعون وينكرون مشاعرهم. وبسبب هذا، فهم أقل راحة بكثير عند التعبير عن الحب.

## نماذج العمل
لاحظ بولبي (Bowlby) أن الأطفال يتعلمون من تفاعلهم مع مقدمي الرعاية، وعلى مدى العديد من التفاعلات، يُشكِل الأطفال توقعات حول إمكانية الوصول إلي مقدمي الرعاية، وتعكس هذه التوقعات أفكار الطفل حول نفسه وحول مقدم الرعاية، فأفكار الأطفال حول مقدمي الرعاية بجانب أفكارهم حول كيفية استحقاقهم للرعاية الجيدة منه تشكل «نماذج عمل» التعلق. وتساعد نماذج العمل على توجيه السلوك من خلال السماح للأطفال باستباق وتخطيط استجابات مقدمي الرعاية. وقال بولبي أنه بمجرد تكونها لمرة واحدة، فإن نماذج العمل تبقى مستقرة نسبيا، ويقوم الأطفال عادة نتفسير تجاربهم في ضوء نماذج العمل بدلا من تغييرها حتي تلائم الخبرات الجديدة. ومع ذلك، عندما لا يمكن للأطفال تفسير التجارب في ضوء نماذج العمل، فقد يجعلهم ذلك يعدلون منها.
عندما قام هازن وشافير بتعميم نظرية التعلق لتشمل العلاقات الرومانسية في البالغين، فقد شمل ذلك أيضا فكرة نماذج العمل. وقد ركزت البحوث في نماذج عمل البالغين على مسألتين. أولا، كيف تنتظم الأفكار التي تشكل نماذج العمل في العقل؟ ثانيا، كيف تستقر نماذج العمل عبر الزمن؟ وترد الإجابة مختصرة فيما يلي.

### تنظيم نماذج العمل
اقترح بارثولوميو وهورويتز أن نماذج العمل تتكون من جزأين. أحد الجزئين يتناول الأفكار حول الذات. والجزء الآخر يتناول الأفكار حول الآخرين. كما اقترحا أن أفكار الشخص حول الذات قد تكون إيجابية أو سلبية بوجه عام. وينطبق الشيء نفسه على أفكار الشخص حول الآخرين. ومن أجل اختبار هذه المقترحات فقد بحث بارثولوميو وهورويتز في العلاقة بين أنماط التعلق واحترام الذات والاجتماعية. ويبين الرسم البياني أدناه العلاقات التي لاحظوها:
|                                  |        | تقدير الذات (الأفكار حول الذات) | تقدير الذات (الأفكار حول الذات) |
| إيجابي                           | سلبي   |                                 |                                 |
| -------------------------------- | ------ | ------------------------------- | ------------------------------- |
| الاجتماعية (الأفكار حول الآخرين) | إيجابي | آمن                             | قلق- مشغول                      |
| الاجتماعية (الأفكار حول الآخرين) | سلبي   | رافض-متجنب                      | خائف-متجنب                      |

يصاحب أنماط التعلق الآمن والرافض أعلى تقدير للذات بالمقارنة مع أنماط التعلق القلق والخائف. وهذا يتوافق مع التمييز بين الأفكار الإيجابية والسلبية حول الذات في نماذج العمل. ويصاحب أنماط التعلق الآمن والقلق درجة اجتماعية أعلى من أنماط الرافض أو الخائف. وهذا يتوافق مع التمييز بين الأفكار الإيجابية والسلبية حول الآخرين في نماذج العمل. وتشير هذه النتائج إلى أن نماذج العمل تحتوي بالفعل على مجالين متميزين - أفكار حول الذات وأفكار حول الآخرين - وأن كل مجال يمكن وصفه بأنه إيجابي أو سلبي عموما.
وقد قام بالدوين وزملاؤه بتطبيق نظرية المخططات العلائقية على نماذج عمل التعلق. وتحتوي المخططات العلائقية على معلومات حول الطريقة التي يتفاعل بها رموز التعلق بشكل منتظم مع بعضها البعض، ولكل نمط من التفاعل الذي يحدث بانتظام بين الشركاء، يتم تشكيل مخطط العلائقية الذي يحتوي على:
- معلومات عن الذات
- معلومات عن التعلق (الشريك)
- معلومات عن الطريقة التي يتكشف فيها التفاعل.

فعلى سبيل المثال، إذا سأل الشخص (بانتظام) شريكه أن يعطيه عناق أو قبلة، واستجاب الشريك (بانتظام) بإعطاء العناق أو القبلة، فإن الشخص يشكل مخطط علائقي يمثل التفاعل الذي يمكن التنبؤ به. يحتوي هذا المخطط على معلومات عن الذات (على سبيل المثال، «أنا احتاج إلى الكثير من المودة الجسدية»)، كما أنه يحتوي على معلومات عن الشريك (على سبيل المثال، «شريكي هو شخص حنون»). ويحتوي على معلومات عن الطريقة التي ينكشف بها التفاعل عادة، والتي يمكن فهمها مما سبق (القبلة أو العناق). وتساعد المخططات العلائقية في توجيه السلوك في العلاقات من خلال السماح للناس باستباق ردود أفعال الشركاء والتخطيط لها.
وقد اقترح بالدوين وزملاؤه أن نماذج عمل التعلق تتكون من مخططات علائقية. وحقيقة أن المخططات العلائقية تحتوي على معلومات عن الذات ومعلومات عن الآخرين تتفق مع المفاهيم السابقة لنماذج العمل. وتُعتبر المساهمة الفريدة للمخططات العلائقية عن نماذج العمل هي المعلومات عن الطريقة التي تتكشَّف بها التفاعلات في التعلق. المخططات العلائقية أضافت عبارات «لو حدث كذا- إذا سيحدث كذا» حول التفاعلات. ولإثبات أن نماذج العمل يتم تنظيمها كمخططات علائقية، أنشأ بالدوين وزملاؤه مجموعة من السيناريوهات المكتوبة التي تصف التفاعلات التي تتناول الثقة والاعتمادية والتقارب. على سبيل المثال، شملت سيناريوهات التقارب:
- تريد قضاء المزيد من الوقت مع الشريك.
- يمكنك الوصول إلى عناق أو قبلة من الشريك.
- عليك أن تخبر الشريك عن مدى عمق شعورك به.

وبعد كل سيناريو قٌدم للأشخاص خياران حول كيفية استجابة الشريك. أحد الخيارات هو «أنه سيتقبلني». الخيار الآخر هو «انه سيرفضني». وطُلب منهم تقييم احتمال كل رد على مقياس من سبع نقاط. وقد توافقت تقييمات الردود المحتملة مع أنماط التعلق في الأشخاص. حيث كان من المرجح أن يتوقع الأشخاص الذين لديهم أنماط تعلق آمن القبول من الشريك. وكان مخططهم العلائقي لسيناريو التقارب الثالث هو: «إذا أخبرت شريكي بعمق ما أشعر به، فسوف يقبلني شريكي». وكان من المرجح أن يكون الأشخاص الذين لديهم أنماط أخرى من التعلق أقل احتمالية لتوقع القبول من الشريك. وكان مخططهم العلائقي لسيناريو التقارب الثالث هو: «إذا أخبرت شريكي بعمق ما أشعر به، فإنه سيرفضني».
الاختلافات في أنماط التعلق تعكس الاختلافات في المخططات العلائقية. وبالتالي يمكن استخدام المخططات العلائقية لفهم تنظيم نماذج عمل التعلق، كما ثبت في الدراسات اللاحقة.
باختصار، فإن نماذج العمل التي تكمن وراء أنماط التعلق يبدو أنها تحتوي على معلومات عن الذات ومعلومات عن الآخرين نُظمت في المخططات العلائقية. وتنتظم المخططات العلائقية نفسها في تسلسل هرمي من ثلاثة مستويات. يحتوي أعلى مستوى من التسلسل الهرمي على مخططات علائقية لنموذج عمل عام ينطبق على جميع العلاقات. يحتوي المستوى المتوسط من التسلسل الهرمي على مخططات علائقية لنماذج العمل التي تنطبق على أنواع مختلفة من العلاقات (على سبيل المثال، الأصدقاء، والآباء، والمحبين). ويحتوي أدنى مستوى من التسلسل الهرمي على مخططات علائقية لنماذج العمل لعلاقات محددة.

### استقرار نماذج العمل
يدرس المحققون استقرار نماذج العمل من خلال النظر في استقرار أنماط التعلق. حيث تعكس أنماط التعلق الأفكار والتوقعات التي تشكل نماذج عمل. وبالتالي، فإن التغييرات في أنماط التعلق تشير إلى التغييرات في نماذج العمل.
نسبة حوالي 70-80% من الأشخاص لا يشهدون أي تغييرات كبيرة في أنماط التعلق على مر الزمن. وتشير حقيقة أن أنماط التعلق لا تتغير بالنسبة لغالبية الناس إلى أن نماذج العمل مستقرة نسبيا. ومع ذلك، حوالي 20-30% من الناس يعانون من التغيرات في أنماط التعلق. ويمكن أن تحدث هذه التغييرات على مدى فترات تمد لأسابيع أو شهور. ويشير عدد الأشخاص الذين يعانون من التغيرات في أنماط التعلق والفترات القصيرة التي تحدث فيها التغييرات إلي أن نماذج العمل ليست سمات شخصية جامدة أو غير قابلة للتغيير.
اقترح واترز وينفيلد وهاملتون أن تجارب الحياة السلبية غالبا ما تسبب تغييرات في أنماط التعلق. ويدعم اقتراحهم أدلة على أن الأشخاص الذين يعانون من أحداث الحياة السلبية يميلون أيضا إلى تجربة تغييرات في أنماط التعلق. وقد حددت دافيلا وكارني وبرادبوري أربع مجموعات من العوامل التي قد تسبب تغيرات في أنماط التعلق: (أ) الأحداث والظروف الظرفية، (ب) التغيرات في المخططات العلائقية، (ج) المتغيرات الشخصية، و (د) توليفات من المتغيرات الشخصية والأحداث الظرفية. وقد أجروا دراسة لمعرفة أي مجموعة من العوامل توضح أفضل التغييرات في أنماط التعلق. ومن المثير للاهتمام أن هناك دراسة وجدت أن جميع المجموعات من العوامل الأربعة تسبب تغييرات في أنماط التعلق. وأن التغييرات في أنماط التعلق معقدة وتعتمد على عوامل متعددة.

## نتائج العلاقات
تختلف علاقات الراشدين في نتائجها، ويعبر المشاركون في بعض العلاقات عن ارتياحهم أكثر من المشاركين في علاقات الأخرى. وقد يستمر المشاركون في بعض العلاقات معا لفترة أطول من غيرهم في علاقات أخرى.

### الرضا أو الإشباع
ربطت العديد من الدراسات أنماط التعلق بمقدار الرضا أو الإشباع في العلاقة، فالأشخاص الذين لديهم نمط تعلق آمن عادة ما يعبرون عن ارتياح أكبر في علاقاتهم من الأشخاص الذين لديهم أنماط أخرى من التعلق.
على الرغم من أن العلاقة بين أنماط التعلق والإشباع في العلاقة قد تأكدت بشكل راسخ، إلا أن الآليات التي تؤثر من خلالها أنماط التعلق على الإشباع لا تزال غير مفهومة. وقد تكون إحدى الآليات هي التواصل، فقد تؤدي أنماط التعلق الآمنة إلى مزيد من التواصل البنّاء والإفصاحات الذاتية الأكثر حميمية، مما يؤدي بدوره إلى زيادة الرضا والإشباع، وهناك آليات أخرى يمكن أن تؤثر من خلالها أنماط التعلق على قدر الإشباع، وتشمل التعبير العاطفي، واستراتيجيات التعامل مع الصراع، والدعم المتصور من الشركاء. ولا تزال هناك حاجة إلى مزيد من الدراسات لفهم أفضل عن كيفة تأثير أنماط التعلق على الإشباع في العلاقة.

### المدة
تشير بعض الدراسات إلى أن الأشخاص الذين لديهم أنماط تعلق آمنة يكون لديهم علاقات طويلة الأمد، وقد يرجع ذلك جزئيا إلى الالتزام، فهم يميلون إلى التعبير عن المزيد من الالتزام تجاه علاقاتهم، كما أنهم يميلون إلى أن يكونوا أكثر ارتياحا في علاقاتهم، مما قد يشجعهم على البقاء فيها لفترة أطول. ومع ذلك، فإن أنماط التعلق الآمن ليست بأي حال من الأحوال ضمانا لعلاقات طويلة الأمد.
نمط التعلق الآمن ليس هو نمط التعلق الوحيد الذي يصاحبه علاقات مستقرة، فالأشخاص الذين يعانون من نمط التعلق القلق/المشغول غالبا ما يجدون أنفسهم في علاقات طويلة الأمد ولكنها غير سعيدة، وغالبا ما ينطوي نمط التعلق القلق على قدر من الخوف من الهجران بجانب الشكوك حول قيمة الفرد في العلاقة. وهذه الأنواع من المشاعر والأفكار قد تدفع الناس للبقاء في علاقات غير سعيدة.

## ديناميات العلاقة
يلعب التعلق دورا مهما في الطريقة التي يتفاعل بها الأشخاص مع بعضهم البعض، مثل دور التعلق في التأثير على تنظيم المشاعر، والدعم، والعلاقة الحميمة، والغيرة. كما يلعب التعلق أيضا دورا في العديد من التفاعلات مثل النزاع والتواصل والجنس.

### تنظيم المشاعر
لاحظ بولبي، في الدراسات عن الأطفال، أن أنواع معينة من الأحداث تؤدي إلى القلق، وأنهم يحاولون تخفيف قلقهم من خلال السعي للتقارب مع مقدمي الرعاية. وهناك ثلاث مجموعات رئيسية من الحالات تؤدي إلى القلق لدى الأطفال:
- ظروف الطفل (التعب والجوع والمرض والألم والبرد، وما إلى ذلك)
- الظروف التي تعتري مقدم الرعاية (غياب مقدم الرعاية، مغادرته، وإيلاء الاهتمام لطفل آخر، وما إلى ذلك)
- ظروف البيئة (أحداث مثيرة للقلق، نقد أو رفض من قبل الآخرين)

يتسبب القلق الناجم عن هذه الظروف في تحفي الأطفال على الانخراط في السلوكيات التي تجعلهم جسديا أقرب من مقدمي الرعاية. وهناك ديناميكية مماثلة تحدث في علاقات البالغين حيث يهتم الآخرون بهم، ويحاول البالغون التخفيف من قلقهم من خلال السعي إلى التقارب الجسدي والنفسي مع شركائهم.
وضع ميكولينسر، شافير وبيريج نموذجا لهذه الديناميكية، ووفقا لهذا النموذج فعندما يشعر الناس بالقلق، يحاولون تقليل قلقهم من خلال السعي إلى التقارب مع شركاء العلاقة. ومع ذلك، يمكن للشركاء قبول أو رفض هذه المحاولات للتقارب، وهذا يقود الأشخاص إلى اعتماد استراتيجيات مختلفة للحد من القلق. وهناك ثلاث استراتيجيات رئيسية للحد من القلق.
تسمى الاستراتيجية الأولى الاستراتيجية القائمة على الأمن. وفيها يدرك الشخص شيئا يثير القلق، ويحاول أن يقلل منه من خلال السعي إلى التقارب الجسدي أو النفسي مع شريكه. ويستجيب الشريك بشكل إيجابي لطلب التقارب الذي يؤكد من جديد الشعور بالأمن ويقلل من القلق. يعود الشخص إلى أنشطته اليومية.
تسمى الاستراتيجية الثانية التفعيل أو التنشيط الزائد، أو إستراتيجية التعلق القَلِق. وتبدأ الأحداث بنفس الطريقة. شيء ما يثير القلق في الشخص، فيحاول بعد ذلك الحد من القلق من خلال السعي للتقارب الجسدي أو النفسي من شركه، لكن الشريك يرفض طلب المزيد من التقارب. وهذا بدوره يزيد من مشاعر انعدام الأمن والقلق. ثم يقف الشخص في دورة مع الشريك: الشخص يحاول الاقتراب، الشريك يرفض طلب المزيد من التقارب، الأمر الذي يقود الشخص لمحاولة أكثر قوة للحصول على تقارب أكثر، يليها رفض آخر من الشريك، وهكذا. وتنتهي الدورة فقط عندما يتحول الوضع إلى إستراتيجية قائمة على الأمن (وفيها يستجيب الشريك بشكل إيجابي) أو عندما يتحول الشخص إلى إستراتيجية تجنب التعلق (لأن الشخص يتخلى عن الحصول على استجابة إيجابية من شريكه).
تسمى الاستراتيجية الثالثة إستراتيجية تجنب التعلق. وتبدأ الأحداث بنفس الطريقة، الشخص ينظر إلى شيء ما يثير فيه القلق، ويحاول الحد من القلق عن طريق التماس التقارب الجسدي أو النفسي من شريكه، ولكن الشريك غير متوفر أو يرفض طلب التقارب، ويؤدي عدم الاستجابة إلى انعدام الأمن ويزيد من القلق. فيتخلي الشخص عن الحصول على استجابة إيجابية من الشريك، ويقمع قلقه، ويبعد نفسه عن الشريك.
جادل ميكولينسر، شافير وبيريج حول أن استراتيجيات تنظيم قلق التعلق لها عواقب مختلفة جدا، فالاستراتيجية القائمة على الأمن تؤدي إلى أفكار أكثر إيجابية، مثل تفسيرات أكثر إيجابية لماذا يتصرف الآخرون بطريقة معينة وذكريات أكثر إيجابية عن الناس والأحداث. ويمكن للأفكار الإيجابية أن تشجع استجابات أكثر إبداعا للمشاكل الصعبة أو المواقف المؤلمة. فيما تؤدي استراتيجيات التنشيط الزائد وتجنب التعلق إلى أفكار سلبية أكثر، وأقل إبداع في التعامل مع المشاكل والمواقف المجهدة. ومن الجدير بالملاحظة أن الاستراتيجية القائمة على الأمن تتوقف على استجابة إيجابية من الشريك. ومن هذا المنظور، فإنه يكون من المفيد للشخص أن يكون لديه شريك مستعد وقادر على الاستجابة لطلب التقارب، حتى يتمكن من استخدام الاستراتيجيات القائمة على الأمن للتعامل مع القلق.

### الدعم
يشعر الأشخاص بقلق أقل عندما يكونوا قريبين من شركائهم لأن الشريك يمكن أن يوفر لهم الدعم خلال المواقف الصعبة، ويشمل الدعم الراحة والمساعدة، والمعلومات التي يحصل عليها من شريكه.
يؤثر التعلق على كل من تصور الدعم من الآخرين والميل إلى التماس الدعم منهم علي حد سواء، فالأشخاص الذين لديهم شريك يستجيب بشكل مستمر وإيجابي لطلبات التقارب، يجعل من السهل عليهم أن يكون لديهم تعلق آمن، وفي المقابل يسعون إلى مزيد من الدعم بطريقة مريحة، في حين أن الأشخاص الذين لديهم شريك ليس لديه رد فعل إيجابي أو دائما ما يرفض طلبات الحصول على الدعم، تجد أنهم بحاجة إلى استخدام أساليب التعلق الأخرى. الأشخص ذوي أنماط التعلق الآمنة يثقون في استعداد شريكهم لتقديم الدعم وذلك لأن الشؤيك قد قدم الدعم الموثوق في الماضي. في حين أن الأشخاص ذوي أنماط التعلق الغير آمنة في كثير من الأحيان لا يكون لديهم تاريخ من الاستجابات الداعمة من شركائهم. مما يتسبب في اعتماد أقل على الشركاء وبالتالي أقل عرضة لطلب الدعم عند الحاجة إليه، وإن كان هناك عوامل أخرى تشارك أيضا.
تميل التغيرات في وجهات نظر الأشخاص حول التعلق إلى الحدوث مع التغيرات في وجهات نظرهم حول الدعم. وقد دققت إحدى الدراسات في تصورات طلبة الجامعات "عن تعلقهم بالأمهات والآباء والأصدقاء من نفس الجنس، وأصدقاء من الجنس الآخر، ووجدت أنه عندما أبلغ الطلاب عن تغييرات التعلق الخاص بعلاقة معينة، فعادة ما صاحب ذلك تغييرات في الدعم المتعلق بهذه العلاقة أيضا. وأن التغييرات في علاقة واحدة لا تؤثر على تصور الدعم في العلاقات الأخرى.

### العلاقة الحميمة
الرغبة في العلاقة الحميمة لها جذور بيولوجية وفي الغالبية العظمى من الناس فإنها تمتد منذ الولادة حتى الوفاة. وللرغبة في العلاقة الحميمة أيضا انعكاسات هامة على التعلق. فالعلاقات التي تُرضي الرغبة في الحميمة تؤدي إلى تعلق أكثر أمنا. في حين أن العلاقات التي نادرا ما تلبي الرغبة في الحميمة تؤدي إلى تعلق أقل أمنا.
درست كولينز وفيني العلاقة بين التعلق والحميمية بالتفصيل، وقاموا بتعريف الحميمة علي أنها مجموعة خاصة من التفاعلات يكشف فيها الشخص شيئا مهما عن نفسه، ويستجيب الشريك لهذا الكشف بطريقة تجعل الشخص يشعر بالتحقق والقبول والاهتمام، وعادة ما تنطوي هذه التفاعلات علي الكشف اللفظي عن الذات. ومع ذلك، يمكن للتفاعلات الحميمة أيضا أن تنطوي على أشكال غير لفظية من التعبير عن الذات مثل اللمس، المعانقة، والتقبيل، والسلوك الجنسي. ومن هذا المنظور، فإن العلاقة الحميمة تطلب ما يلي:
- الرغبة في الكشف عن أفكار ومشاعر ورغبات ومخاوف الفرد الحقيقية
- الرغبة في الاعتماد على الشريك للرعاية والدعم العاطفي
- الاستعداد للانخراط في الحميمية الجسدية في حالة الشراكة الرومانسية.

وقد استعرض كولينز وفيني عدد من الدراسات التي تبين كيفية ارتباط كل نمط من التعلق برغبة في تقرير المصير، والكشف، والرغبة في الاعتماد على الشريك، والاستعداد للانخراط في الحميمية الجسدية. فمثلا أسلوب الارتباط الآمن يصاحبه عموما مزيد من الكشف الذاتي، وزيادة الاعتماد على الشريك، وحميمية جسدية أكثر من أنماط التعلق الأخرى. ومع ذلك، فإن قدر الحميمية في العلاقة يمكن أن يختلف بسبب المتغيرات الشخصية والحالات الظرفية، وهكذا فإن كل نمط للتعلق قد يعمل على تكييف الفرد لسياق معين من العلاقة الحميمة التي يعيش فيها.
وقد أبلغ علماء آخرون عن بعض النتائج المثيرة للاهتمام حول نقص رغبة التقارب بين الشركاء، ففي بعض الأحيان يمكن للكثير من الحميمية أن تكون خانقة. والأشخاص في هذه الحالة يكون لديهم رغبة أقل في التقارب مع شركائهم. ومن جهة أخري فإن العلاقة بين أنماط التعلق والرغبة في تقليل التقارب يمكن التنبؤ بها، فالأشخاص الذين لديهم نمط التعلق الخائف/المتجنب والقلق/المشغول يريدون عادة قدر أكبر من التقارب مع شركائهم. في حين أن الأشخاص الذين لديهم نمط التعلق الرافض/المتجنب يريدون عادة قدر أقل من التقارب مع شركائهم. ومن ناحية أخرى، فإن أعدادا كبيرة نسبيا من الأشخاص الذين يعترفون برغبة أقل في التقارب مع شركائهم (تصل النسبة إلى 57% في بعض الدراسات) تفوق بكثير عدد الأشخاص الذين لديهم نمط التعلق الرافض/المتجنب، وهذا يشير إلى أن الأشخاص الذين لديهم أنماط التعلق الآمنة، القلق-المشغول، أو الخائف-المتجنب يسعون أحيانا إلي تقارب أقل مع شركائهم. وبالتالي فإن الرغبة في التقارب لا يتم تحديدها بأنماط التعلق وحدها.

### الغيرة
تشير الغيرة إلي الأفكار والمشاعر والسلوكيات التي تحدث عندما يعتقد شخص أن هناك تهديد لعلاقة قيمة بالنسبة له من قبل منافس آخر، ويعاني الشخص الغيور من القلق حول الحفاظ على الدعم، والعلاقة الحميمة، وغيرها من الصفات القيمة المتصلة بالعلاقة. وبالنظر إلى أن التعلق يصاحبه تنظيم القلق، والدعم، والألفة، كما نوقش سابقا، فإنه ليس من المستغرب أن يصاحبه أيضا الغيرة.
عندما يرى الأطفال منافسا يسعي لجذب انتباه مقدم الرعاية، فإن الأطفال يحاولون التقرب من مقدم الرعاية وجذب انتباهه، وهذه المحاولة تشير إلي أنه تم تفعيل نظام التعلق، ولكن وجود منافس أيضا يثير الغيرة عند الأطفال، وقد وُصفت الغيرة التي يثيرها الأخوة المتنافسون بالتفصيل، وقد أظهرت الدراسات الحديثة أن المنافس يمكن أن يثير الغيرة في سن مبكرة جدا، كما أن وجود منافس يمكن أن يثير الغيرة لدى الرضع التي لا تزيد أعمارهم عن ستة أشهر، ويمكن أن تم استثارة كل من التعلق والغيرة في الأطفال من خلال وجود منافس.
يمكن أن يظهر التعلق والغيرة من خلال نفس الاشارات الحسية لدى البالغين أيضا. فغياب الشريك يمكن أن يؤدي إلى الحاجة إلى القرب والغيرة عندما يعتقد الشخص أن شريكه يقضي وقتا مع منافسه. كما أن وجود منافس يمكن أن يؤدي أيضا إلي زيادة الحاجة إلي التعلق والغيرة.
الاختلافات في أنماط التعلق تؤثر على وتيرة ونمط التعبير عن الغيرة. فالأشخاص الذين لديهم نمط التعلق القلق-المشغول أو الخائف-المتجنب يعانون من الغيرة في كثير من الأحيان ويرون المنافس على أنه تهديد أكثر من الناس الذين لديهم نمط تعلق آمن.
وقد أكدت دراسة لاحقة أن الأشخاص بأنماط التعلق المحتلفة يعانون من الغيرة بطرق مختلفة نوعيا. وبالتالي فالتعلق يلعب دورا مهما في تفاعلات الغيرة من خلال التأثير على وتيرة وطريقة تعبير التعلق عن الغيرة.

### بعد الحب
بعد تفكك علاقة عاطفية مهمة لدي الشخص، فعادة ما يمر بقلق الانفصال والحزن، ويُعتبر الحزن عملية هامة جدا تؤدي إلى قبول الخسارة وفي نهاية المطاف تسمح للشخص بالمضي قدما، وخلال هذه العملية يميل الأشخاص إلى استخدام استراتيجيات مختلفة لمواجهة الموقف، فالأفراد ذوي النمط الآمن يميلون للبحث عن الدعم، والذي يُعتبر الاستراتيجية الأكثر فعالية، في حين أن الأفراد ذوي النمط التجنبي يميلون إلى التقليل من قيمة العلاقة ومن ثم يسعون للانسحاب. أما الأشخاص ذوي النمط القلق فهم أكثر عرضة لاستخدام استراتيجيات التكيف المتركزة عاطفيا ودفع المزيد من الاهتمام تجاه التوتر. بعد انتهاء العلاقات، يميل الأفراد ذوي النمط الآمن إلي تقييم التجربة بشكل أقل سلبية من الأفراد ذوي الأنماط الأخري.